# Antoon Willem van Borssele

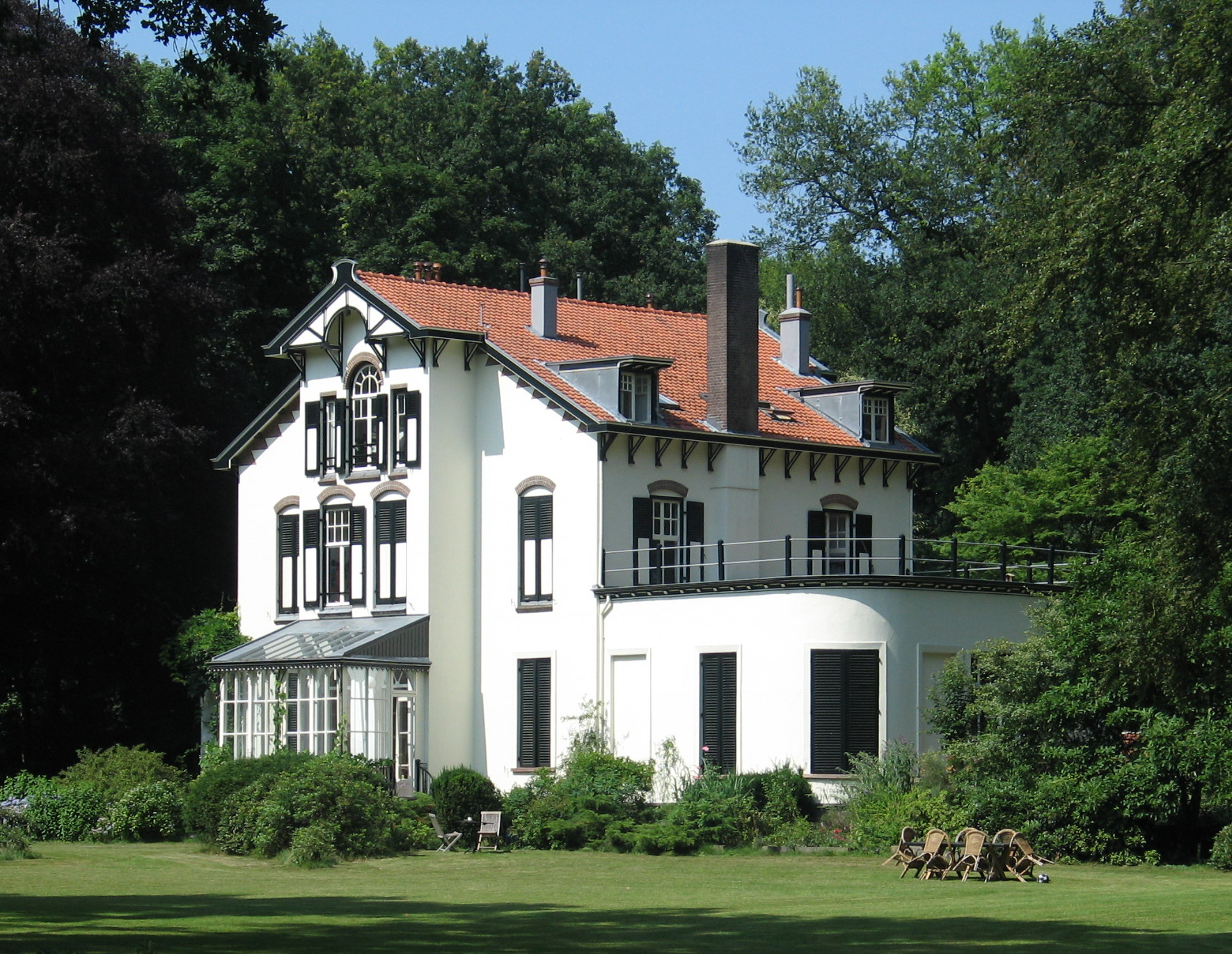
Huis Noordereng

Antoon Willem van Borssele, heer van Borssele (Frankfurt am Main, 6 juli 1829 - Oosterbeek, 15 maart 1903) was een Nederlands burgemeester uit de adellijke familie Van Borssele.

## Familie
Van Borssele was lid van de familie Van der Hooghe van Borssele en een zoon van jhr. Anthony Willem van Borssele, heer van Borssele (1784-1857) en Elisabeth Numans (1798-1880). Zijn vader was onder andere kamerheer van koning Willem I. Anton Willem jr. werd geboren tijdens een rondreis van zijn vader en moeder door Duitsland, een jaar voor hun huwelijk. Het echtpaar ging wonen in Barneveld. Hier werd Antoon Willem jr. lid van de gemeenteraad en hij voltrok er onder meer als ambtenaar van de burgerlijke stand het huwelijk van zijn twee zussen. Zijn jongere zus Elisabeth Cornelie trouwde met Carel August Nairac, de latere burgemeester van Barneveld.
Van Borssele trouwde op 22 maart 1860 in Doorwerth met Françoise Stephanie baronesse van Brakell van Wadenoyen en Doorwerth. Hierna ging het paar wonen op het Huis Noordereng nabij kasteel Hoekelum. Het huwelijk bleef kinderloos.

## Loopbaan
Op 23 mei 1860 werd hij geïnstalleerd als burgemeester van de gemeente Ede. Van Borssele was geliefd bij de Edese bevolking; hij zou 36 jaar burgemeester blijven. Tijdens zijn ambtsperiode werden, met name in de buitendorpen, nieuwe scholen gebouwd en ook verrees het eerste gemeentehuis in het dorp. Verder zorgde hij voor een uitbreiding van Ede richting het station aan de spoorlijn Utrecht-Arnhem. Opmerkelijk was zijn optreden bij een dorpsopstand in verband met de komst van het Leger des Heils om zich te vestigen in het huis Stompekamp. Hier verscheen hij persoonlijk te paard om de orde te herstellen.
In 1887 diende hij bij de koning een verzoek in om zijn ambt neer te kunnen leggen. In verband met de op handen zijnde Doleantie, die ook in Ede en met name in Bennekom een scheuring in de kerk teweegbracht, werd dit verzoek niet gehonoreerd. De sfeer in de gemeenteraad werd grimmig en er ontstonden verschillende politieke partijen. In 1893 solliciteerde Van Borssele naar de functie van burgemeester in Renkum. Dit lukte echter niet en daarop nam hij in 1896 ontslag. Hij verhuisde naar het landgoed "Oorsprong" in Oosterbeek waar zijn vrouw op 7 november 1902 overleed en hijzelf vier maanden later.

### Andere werkzaamheden
Naast burgemeester was Van Borssele Tweede Kamerlid van 1893 tot 1897 en meer dan 30 jaar Provinciale Statenlid in Gelderland. Hij was ook kamerheer in buitengewone dienst van koning Willem III der Nederlanden.

### Eerbewijzen
Antoon Willem van Borssele werd benoemd tot officier in de Orde van de Eikenkroon en tot ridder in de Orde van de Nederlandse Leeuw.
In Ede is de Van Borsselelaan naar hem genoemd.